# Kloster Ripalta di Puglia
Das Kloster Ripalta di Puglia (S. Maria di Ripalta di Puglia) ist ein ehemaliges Zisterzienserkloster in der Region Apulien, Italien.

## Lage
Das Kloster lag 7 km von Lesina in der Provinz Foggia am rechten Ufer des Flusses Fortore auf einer kleinen, Ripalta genannten Anhöhe, in der ehemaligen Diözese Civitate, die 1580 mit der neu gegründeten von San Severo zusammengelegt wurde.

## Geschichte
Das Kloster bestand vor seiner Eingliederung in den Zisterzienserorden bereits als Benediktinerkloster. 1201 nahm ein Konvent aus Kloster Casanova (Abruzzen) das Kloster in Besitz, das damit der Filiation der Primarabtei Clairvaux angehörte. Es ist nicht bekannt, ob die Zisterzienser die Kirche neu errichteten oder eine bereits bestehende an ihre Erfordernisse anpassten, jedoch sprechen Architekturdetails für einen Zisterzienserbau. 1255 wurde eine Grangie in Valleverde in der Capitanata eingerichtet. Später fiel das Kloster in Kommende. Nachdem die Zisterzienser das Kloster verlassen hatten, wurden Cölestiner angesiedelt.

## Anlage und Bauten
Von dem Kloster ist nur noch die Kirche, wohl ursprünglich in Form eines lateinischen Kreuzes mit quadratischer Apsis mit drei Lanzettfenstern und Kelchknospenkapitellen sowie Blattkapitellen im Innenraum im bernhardinischen Plan, erhalten, die von drei Schiffen auf ein Schiff reduziert worden ist, und die als Gemeindekirche für die kleine Ansiedlung dient, die sich um das ehemalige Kloster entwickelt hat.